# Гэррет, Джек
Джек Гэррет (англ. Jack Garratt) — британский автор-исполнитель и мультиинструменталист, лауреат нескольких музыкальных премий, включая BRIT Awards (2015) и Sound of 2016.

## Биография
Родился в д. Литтл Чалфонт (графство Бакингемшир, Великобритания). В сентябре 2005 года был участником национального отбора (со своей песней "The Girl") для представления Великобритании на «Детском Евровидении» (но занял 8 место из 8 с результатом в 13 баллов и не поехал на конкурс 2005 года).
8 января 2016 года победил в опросе 144 музыкальных критиков, ди-джеев, блогеров и экспертов Sound of 2016, ежегодно проводимом телерадиовещательной корпорацией Би-би-си с целью выявления самых перспективных новых талантов в популярной музыке.

## Дискография

### Альбомы
| Название | Детали                                                                                 |
| -------- | -------------------------------------------------------------------------------------- |
| Phase    | - Дата выхода: 19 февраля 2016 - Лейбл: Island Records - Форматы: Digital download, CD |

### Синглы
| Год  | Название                | Высшая позиция | Альбом |
| Год  | Название                | UK             | Альбом |
| ---- | ----------------------- | -------------- | ------ |
| 2014 | «The Love You’re Given» | —              | Phase  |
| 2015 | «Weathered»             | —              | Phase  |
| 2015 | «Breathe Life»          | 183            | Phase  |

### Награды и номинации
| Год  | Организация | Награда                        | Работа      | Результат |
| ---- | ----------- | ------------------------------ | ----------- | --------- |
| 2015 | BBC         | Introducing Artist of the Year | Джэк Гэррет | Победа    |
| 2015 | BRIT Awards | Critics' Choice                | Джэк Гэррет | Победа    |
| 2015 | MTV UK      | Brand New for 2016             | Джэк Гэррет | Номинация |
| 2015 | BBC         | Sound of 2016                  | Джэк Гэррет | Победа    |